# Gammel Estrup Kommune
Gammel Estrup Kommune var en dansk sognekommune i Randers Amt fra 1966 til 1970. Kommunen blev oprettet 1. april 1966 som en sammenlægning af Fausing-Auning Kommune og Øster Alling-Vester Alling Kommune. Den bestod af Fausing, Auning, Øster Alling og Vester Alling Sogne. Ved kommunalreformen i 1970 indgik det meste af Gammel Estrup Kommune i Sønderhald Kommune, et engområde i Fausing Sogn gik dog til Rougsø Kommune. Efter strukturreformen i 2007 ligger hele den tidligere Gammel Estrup Kommune i Norddjurs Kommune.